# André Pronovost
André Joseph Armand Pronovost (Shawinigan Falls, 9 luglio 1936) è un ex hockeista su ghiaccio canadese che nel corso della carriera ha giocato nella National Hockey League.

## Carriera
André proviene da una famiglia di giocatori di hockey, infatti tutti e tre i suoi fratelli diventarono dei professionisti nella National Hockey League: Marcel, Claude e Jean. In occasione dell'NHL Entry Draft 2013 fu selezionato anche suo nipote Anthony Mantha.
Pronovost iniziò a giocare ad hockey in alcune formazioni della Quebec Junior Hockey League entrando già nel 1955 nel mondo professionistico con l'organizzazione dei Montreal Canadiens. Esordì da titolare nel corso della stagione 1956-1957 vincendo la prima di quattro Stanley Cup consecutive, tutte conquistate con la maglia dei Canadiens.
Nell'autunno del 1960 si trasferì ai Boston Bruins, formazione per cui giocò due anni prima di essere ceduto ai Detroit Red Wings. Con la formazione di Detroit giunse fino alla finale del 1964 nella quale furono sconfitti dai Toronto Maple Leafs. Nelle tre stagioni successive Pronovost perse il posto da titolare in NHL e giocò perciò nelle leghe minori con i club affiliati ai Red Wings, i Pittsburgh Hornets in American Hockey League e i Memphis Wings in Central Hockey League.
Nell'estate del 1967 in occasione dell'NHL Expansion Draft Pronovost fu selezionato dai Minnesota North Stars, formazione con cui giocò una sola stagione totalizzando sedici presenze.
Quella con i North Stars fu la sua ultima esperienza in NHL e nelle stagioni successive giocò nelle leghe minori nordamericane fra cui la Western Hockey League, l'American Hockey League, l'International Hockey League e infine la Eastern Hockey League.

## Palmarès

### Club
- Stanley Cup: 4

Montréal: 1956-1957, 1957-1958, 1958-1959, 1959-1960

### Individuale
- NHL All-Star Game: 4

1957, 1958, 1959, 1960
- IHL First All-Star Team: 1

1969-1970